# 国際航業ホールディングス
国際航業ホールディングス株式会社（こくさいこうぎょうホールディングス、英称: KOKUSAI KOGYO HOLDINGS Co.,Ltd.）は、かつて存在した、日本アジアグループ傘下の「技術サービス事業」を統括していた中間持株会社。日本アジアグループ株式会社を親会社とし、傘下には空間情報コンサルティング会社大手の国際航業株式会社を中心とする子会社54社（2012.4末）で構成されていた。
2015年7月1日、子会社管理事業および空間情報セグメントに係る管理事業を国際航業株式会社に移管した上で、親会社の日本アジアグループ株式会社に吸収合併された。

## グループ概要
日本アジアグループ株式会社を親会社として、技術サービス事業と金融サービス事業を展開し、地球規模で“グリーン・コミュニティ”創りに注力している。技術サービス事業を統括している国際航業ホールディングス株式会社グループは、空間情報コンサルティングや土壌汚染対策をコアビジネスとする国際航業株式会社や不動産事業を行う国際ランド&ディベロップメント株式会社などで構成され、地域密着で災害に強く、安全・安心な暮らしを支える基盤を構築し、地球環境に負荷をかけない低炭素型の人と地球に優しい「グリーン・コミュニティ」の実現を目指している。
当グループは、創業以来60年以上にわたり、日本の国土形成や国内外の公共インフラストラクチャー整備事業に幅広く関わってきた。 現在は、グローバル規模で成長している環境・エネルギー分野への事業拡大に注力している。特に太陽光発電事業は、ドイツを拠点とするGEOSOLグループを傘下に収め、欧州における大規模太陽光発電所開発の実績から得られたノウハウや技術をもとに、2010年4月には、宮崎県都農町に大規模太陽光発電所のテストプラントである都農第1発電所（50kW）を竣工。2010年9月に都農第2発電所（1MW）の建設を開始し、2011年3月に国内ではグループ初の大規模太陽光発電所が本格的に稼働を開始した。この都農第1・第2発電所は、リニアモーターカー実験施設の高架を活用し、12,962枚の太陽電池を幅約4ｍ、長さ約3.9kｍに渡って配置した南北に細長い形状で、特徴ある太陽光発電所である。
2010年5月、国際航業ホールディングス株式会社は中期経営計画「～グリーン･インフラ企業への挑戦～ Re-engineering for Green Infrastructure」の中でグリーン・インフラ事業への本格参入を発表し、事業セグメントを、国土管理や環境・防災事業、電子自治体の推進などの空間情報の活用を行う「空間情報コンサルティング事業」、土壌汚染関連での環境ソリューションおよび不動産開発・賃貸、住宅分譲を行う「グリーンプロパティ事業」、太陽光発電施設の開発・運営管理を行う「グリーンエネルギー事業」に再編した。さらに2012年4月に、日本アジアグループ株式会社が国際航業ホールディングス株式会社を株式交換により完全子会社化し、日本アジアグループ株式会社が従来手がけていた「ファイナンシャルサービス事業」との連携を強め、新たなグループ体制へと移行している。

## 沿革
- 1947年9月 - 母体である国際航業（株）の前身、三路興業株式会社が創業
- 1948年5月 - 国際不動産（株）に商号変更
- 1949年2月 - 子会社に日本航測（株）を設立し、空中写真測量業に進出
- 1954年 - 国際不動産（株）に日本航測（株）を吸収合併し、国際航業（株）に商号変更
- 1961年10月 - 東京証券取引所第二部に上場
- 1962年 - 設計部を新設し建設コンサルタント業に進出。地質課、水路課を新設し、土木地質業、海洋調査業に進出
- 1969年 - 海外部発足
- 1977年 - ギニア国の基本図作成プロジェクトが5ヶ年計画で開始
- 1978年 - 日本初のコンピュータマッピング着手
- 1987年9月 - 東京証券取引所第一部に上場
- 1987年 - 光進事件に関連し社内から逮捕者を出す
- 1997年 - 土壌汚染対策事業に本格進出
- 2004年1月 - 日本初のデジタル航空カメラ（DMC）を導入
- 2006年12月 - 筆頭株主が日本アジアホールディングズ（現在、日本アジアグループ）に異動
- 2007年10月 - 株式移転により国際航業ホールディングス（株）を設立し、東証第一部に上場
- 2008年1月 - 国際航業（株）の不動産事業を国際ランド&ディベロップメント（株）（現・JAG国際エナジー（株））に分割
- 2008年3月 - 国際航業（株）の環境ソリューション事業を国際環境ソリューションズ（株）に分割

KKCシステムズ株式会社を設立
株式会社イメージワンの株式を取得、持分法適用会社へ
- 2008年4月 - 国際航業（株）の文化財事業を国際文化財（株）に分割
- 2008年4月 - 兵庫県を中心に住宅建築・販売を展開する（株）KHCを子会社化（同社子会社６社を含む）
- 2008年5月 - アジア航測（株）の株式を取得し、関連会社化（2013年12月に保有株式を売却）
- 2008年10月 - （株）東洋設計、（株）エオネックス及び（株）利水社の3社を完全子会社とする株式移転により（株）アスナルコーポレーションを設立
- 2008年11月 - 空間、環境、防災、新エネルギーなどの事業の海外展開を目的にKOKUSAI EUROPE GmbH（ドイツ）及びKOKUSAI ASIA PTE.LTD.（シンガポール）を設立
- 2009年1月 - KOKUSAI EUROPE GmbHがGEOSOL GROUP（ドイツ）の持分の80％を取得し、子会社化
- 2009年4月 - 宮崎県および都農町と「大規模太陽光発電（メガソーラー）事業に関するパートナーシップ協定」を締結
- 2009年6月 - 呉文繍（うーうぇんしょう）代表取締役社長が就任、宮崎県のメガソーラー事業のため、宮崎ソーラーウェイ株式会社を設立
- 2010年4月 - 宮崎県都農町において太陽光発電施設「都農第1発電所」（50kW）が運用開始
- 2010年5月 - 中期経営計画2010「～グリーン･インフラ事業への挑戦～ Re-engineering for Green Infrastructure」を策定
- 2010年9月 -宮崎ソーラーウェイ「都農第2発電所」（1MW）の建設を開始

ベトナム駐在員事務所（KOKUSAI VIETNAM）を開設
- 2010年10月 -世界経済フォーラムのインダストリー・パートナーに選出される
- 2011年3月 -宮崎ソーラーウェイ「都農第2発電所」（1MW）が竣工
- 2011年4月 -「スマートシティプロジェクト」に参加
- 2011年5月 -国連国際防災戦略Private Sector Advisory Groupに参画

「第3回防災グローバル・プラットフォーム会合」で民間セクターによる災害リスク軽減（DRR)の取り組みを紹介
遠隔地に設置する太陽光発電設備「ソーラーパーク」からの電力託送による「創エネ」ソリューションを提案
- 2011年9月 -群馬県館林市に太陽光発電施設「館林ソーラーパーク（500ｋW）」を竣工
- 2011年10月 - KOKUSAI INDONESIAをインドネシア・ジャカルタに開設
- 2011年11月 - KOKUSAI BEIJING LIMITEDを中国・北京に設立
- 2012年2月 - 国連国際防災戦略 Private Sector Advisory Group の一員として Public-Private Partnerships (PPP) Days 2012 に参加
- 2012年4月 - 株式交換により、日本アジアグループ株式会社の完全子会社へ
- 2015年3月 - 傘下の国際航業（株）が国際環境ソリューションズ（株）及び（株）インフラ・イノベーション研究所を吸収合併
- 2015年7月 - 子会社管理事業および空間情報セグメントに係る管理事業を国際航業（株）に移管し、親会社の日本アジアグループ株式会社に吸収合併され解散。傘下の国際ランド&ディベロップメント（株）は、JAG国際エナジー（株）を吸収合併し、JAG国際エナジー（株）に商号変更

## 事業戦略
2009年2月に、親会社である日本アジアグループ株式会社と共に「技術と金融の融合」を打ち出す。これは、国際航業ホールディングス株式会社が統括する技術サービス事業と、日本アジアホールディングズ株式会社が統括する金融サービス事業とを融合し、戦略的に結びつける「テクノロジーアセット」＝「技術力で収益を生む資産」というコンセプトである。国際航業ホールディングス株式会社が2010年5月に策定した中期経営計画「～グリーン･インフラ事業への挑戦～ Re-engineering for Green Infrastructure」では、グリーン・ニューディール政策の発動、温室効果ガス25％削減に向けた取り組み、再生可能エネルギー開発への機運拡大など、新たな環境・エネルギーの時代に向けた世界的な社会変化を受け、既存事業を「空から、人から、環境からの視点」により「グリーン･インフラストラクチャー」事業へと組み替えている。

## グループの主な事業

### グリーンエネルギー
グループ企業の既存リソースを活かし、環境・エネルギー分野において複合的なアプローチによる事業展開を行なっている。グループ会社間を横断するプロジェクトチームを組成することで、再生可能エネルギーによる発電施設の用地選定や発電ポテンシャル調査から、高付加価値な企画・設計やローコスト化の実現、地域活性化への寄与までを想定した総合的なプロジェクトを円滑に遂行することが可能になった。

欧州市場では、大規模太陽光発電所を24ヶ所、合計59メガワット開発した実績がある。開発から運営・管理、施設売却までのあらゆるフェーズに関与するなど実績面でも優れ、そのノウハウを活かして国内外における「グリーンエネルギー事業」を展開している。

#### 「宮崎ソーラーウェイ」プロジェクト
大規模太陽光発電事業者としての実績と、設立当初から公共インフラ整備を支えてきた経験を活かし、国内での太陽光発電の普及に努めている。
宮崎県においては、2010年4月より、一般電気事業者以外が行なう国内初の大規模太陽光発電所の開発・保有・運営を開始。これは、2009年4月に宮崎県および都農町、当グループとの間で締結された「大規模太陽光発電（メガソーラー）事業に関するパートナーシップ協定」に基づき、宮崎リニアモーターカー実験施設ガイドウェイ高架上に、3.9ｋｍにわたり出力1メガワットの大規模太陽光発電所を建設するプロジェクトである。この事業の特色は、単に大規模太陽光発電施設を開発・運営するだけではなく、施設を開放し見学会を開催したり、情報発信をすることで普及啓発を行い、さらにはグリーン電力証書の発行を行い地域のブランディングに役立てるなど、地域振興につながる「まちづくり事業」を併せて行うことである。こうした複合的な事業展開には、長年にわたる公共インフラ事業の実績とノウハウが活かされている。このプロジェクトを皮切りに、国内各地において大規模太陽光発電事業の全国展開を狙っている。

#### 海外での事業展開
グループ企業のKOKUSAI EUROPE GmbHとGEOSOL GROUPが中心となり、ドイツ、スペイン、イタリア、チェコの4ヵ国において、24ヵ所、合計59メガワットの大規模太陽光発電所の開発を行なっている。
世界の太陽光発電市場の中でも、欧州市場は大きな割合を占めている。引き続きこれら4ヵ国および近隣諸国において事業を拡大していく予定である。その他に、北米やアジア各国など、積極的に太陽光発電の導入を進めている国や地域においても、発電所の開発・保有・運営を推進するとしている。
大規模太陽光発電事業を手がけるパイオニア企業として、当グループが有する幅広い知識と経験、さまざまな技術を活かした持続可能な社会づくりを目指すとしている。

#### 環境共生型 大規模太陽光発電開発
GEOSOL GROUPは、ドイツのライプツィヒにおいて、活用が進まない炭鉱跡地を当時世界最大となる5メガワットの太陽光発電所として蘇らせることに成功。また、ドイツのボルナでも、汚染された工場跡地を蘇らせ太陽光発電所を建設、クリーンエネルギーで収益性を出す土地へと変貌させた。以前は廃棄物が埋設された利用が進まない遊休地が、現在では、近隣住民の環境学習の場として活用されている事例として、当時のドイツ環境大臣も視察に訪れた。
グループ会社の国際航業株式会社は、工場地跡などの理由から土壌が汚染され、有効な利活用が進まずにいる土地（ブラウンフィールド）を蘇らせる事業を行っている。国内におけるブラウンフィールドを太陽光発電所という新たな価値を生み出す施設に蘇らせると同時に、地域の活性化、地域経済への貢献を行うことは、グループの展開するグリーン・インフラ事業の一つである。

#### グリーン電力証書発行事業
グループ会社の国際航業株式会社では、2010年1月に「グリーン電力証書発行事業者」の認証を取得。当グループが行なう太陽光発電事業等により生み出される環境価値の証としてグリーン電力証書の認証手続きを行い、証書の発行・販売を通して地域の活性化にも貢献。全国に展開しているグループの営業ネットワークを活用して、民間企業や自治体等に対して広範に「環境価値創造事業」のサポートを行う。

### 空間情報コンサルティング
グループの中核事業企業である国際航業株式会社は、空中写真測量技術をベースに、今では大陸棚から人工衛星まで測量・計測のフィールドを広げている。戦後復興期から高度経済成長期にかけて盛んに行われた国や自治体による社会インフラストラクチャー整備事業を支援するため、土木設計や土木地質調査、海洋調査など国土デザイン・コンサルティングへと事業拡大をしてきた。
グループが標榜する、これからの新しい社会に必要な空間情報コンサルティングとは、国土形成に必要な公共インフラ、建物、街から自然の造形物に至るまで、あらゆるものの正しい形状とその位置を空間情報として収集・取得し、社会のニーズに応じて分析・解析、そして国土デザインやビジネスといった利活用シーンに応じて適切に提供する一連のプロセスをいう。空間情報は、社会の抱える課題を解決するために欠かせない「基盤情報」の一つと位置付けられており、平成19年5月には、地理空間情報活用推進基本法が制定されるなど、情報化が進展する現代社会において重要な位置を占める。

#### 空間情報技術サービス
三角測量から始まった測量・計測技術は、地上測量、航空測量、さらには衛星、レーザを使った計測へと飛躍的な進化を遂げている。ICT時代を迎え、空間情報は「新たな社会インフラ」として、社会基盤の構築に欠かせないものとなっている。国際航業グループが提供する空間情報技術サービスとしては、例えば、住民サービスの向上と行政コストの削減を目指す電子自治体支援や、危険箇所を監視・分析する防災システム、地形や動植物の生態を調べる環境保全システムから、3次元カーナビなどに至るまで幅広く提供されている。
こうした技術サービスを提供するためには、目的にあった高い精度と品質を保持した空間情報が必要となる。国際航業株式会社では、エリアセンサー型デジタル航空カメラ（DMC）による航空測量システム、3次元データの迅速な取得が可能なレーザプロファイラ、人工衛星画像を使ったデジタルマッピング、移動計測車「ROAD-MAN」やモバイルマッピングシステム（MMS）などの最新技術の開発・活用を行っている。これらの計測技術により、地上測量でも１mmオーダーを実現した精密地上測量が可能となっている。

#### 自治体業務支援サービス
国際航業株式会社は、政府が推進する電子自治体の実現に向けたソリューションとして、「統合型GIS」をはじめとする様々なICTソリューションを提供している。
「統合型GIS」は、庁内はもとより地域社会とのコミュニケーションも実現する空間情報ベースの情報流通プラットフォームである。行政情報を地理的な位置（場所や範囲など）と密接な関係を持つ「空間情報」として扱うことで、新たな行政サービスを提供することができる。これにより、行政のBPRと住民の満足度を飛躍的に向上させることが期待されている。

#### REコミュニティの構築
国際航業株式会社は、太陽光発電などの再生可能エネルギー事業を通じて、活力ある地域づくり「ＲＥコミュニティ（あーるいーこみゅにてぃ、英：Renewable Energy Community）」の構築を推進している。地勢・環境・統計など、あらゆる空間情報を駆使して地域の再生可能エネルギーの導入可能性やエネルギー量（REポテンシャル）を調査・解析。グループ会社の強みを活かし、地域と共に低炭素社会づくりをサポートする事業である。
REコミュニティの4つの柱
1. 環境に配慮したインフラ計画
低炭素社会の実現に向けた道路、河川、港湾のあり方、次世代の物流や都市交通の再構築、自転車や次世代自動車等のモビリティシフトにつながる社会インフラ全般の計画を提案
2. REを活用した住空間の創出
集約型都市構造のあり方、再生可能エネルギーを積極的に活用した市街地の再生や街区のマネジメント、ソーラータウンやゼロカーボン住宅等の推進を提案
3. REを活用するしくみづくり
再生可能エネルギーの導入支援だけでなく、環境価値の見える化、市民共同出資発電所の設立支援、環境基金の創立、グリーン電力証書、環境価値の取り引きなど、REを活用する仕組みづくりを提案
4. REによる地域活性力の活性化
地域産業と環境価値を融合させた地場参品等のブランディング向上や、地域コミュニティと環境価値を融合させた地域づくりなど、地域の自立と活性化を支援する仕組みづくりを提案

### グリーンプロパティ

#### 環境ソリューション（土壌汚染対策事業）
土壌汚染に対する社会的認識の高まりと、土地取引の際や工場等における環境管理の一環として土壌の健全性を評価し、必要な対策を講じるニーズが広がっている。国際航業株式会社は土壌汚染対策のパイオニア企業として、安心して土地の売買を進められるよう、また、土地利用目的に応じた有効な活用ができるように、目的に合った的確な土壌汚染調査を行なっている。さらに、リスクを考慮した経済合理性に基づく対策計画の立案、周辺住民等のリスクコミュニケーション、安価で確実な対策技術の開発・導入など、土壌汚染問題に係る総合的なソリューションサービスを提供している。

#### 不動産事業
国際ランド&ディベロップメント株式会社は、オフィスビルから住宅など、ディベロッパーとして長年にわたって培ってきた豊富な経験と幅広いネットワークを有する企業である。省エネ、再生可能エネルギーの活用など、低炭素社会の実現に向けた不動産の総合的なサービスをグリーンプロパティと定義し、環境配慮型不動産やエコタウンの開発、建物の創エネ・省エネを考慮したエネルギーソリューションサービスなどを提案している。

## 主なグループ会社

### 親会社
日本アジアグループ株式会社

### 連結子会社
- 国際航業株式会社
  - 株式会社アスナル・コーポレーション
    - 株式会社東洋設計
    - 株式会社エオネックス
    - 株式会社利水社

  - 国際文化財株式会社
  - 琉球国際航業株式会社
  - 北京国吉空間信息咨詢有限公司(KOKUSAI BEIJING LIMITED)
  - KKCシステムズ株式会社
  - 株式会社国際データプロダクションセンター
  - 株式会社TDS
  - アソシエイトリース株式会社
- 国際ランド&ディベロップメント株式会社
  - 国際ビルマネジメント株式会社
- 株式会社KHC
  - 株式会社勝美住宅
  - 住宅の横綱大和建設株式会社
  - 株式会社明石住建
  - パル建設株式会社
  - 株式会社Labo
- 宮崎ソーラーウェイ株式会社
- KOKUSAI ASIA
- KOKUSAI CHINA
- KOKUSAI EUROPE　TWO GmbH
  - GEOSOL Group
- KOKUSAI VIETNAM
- KOKUSAI LAND (VIETNAM) LIMITED
- KOKUSAI INDONESIA

### 持分法適用会社
- 株式会社ミッドマップ東京